# Tocaia Grande
Tocaia Grande (portugiesisch: Tocaia Grande. A Face Obscura) ist der drittletzte Roman des brasilianischen Schriftstellers Jorge Amado, der 1984 in Rio de Janeiro erschien. Die Übertragung ins Deutsche von Andreas Klotsch kam 1986 in Berlin heraus.
Im tropischen östlichen Brasilien, im Bundesstaat Bahia – um die drei Tagesreisen von den Kreisstädten Itabuna und Ilheus entfernt – entsteht zu Anfang des 20. Jahrhunderts aus dem Weiler Tocaia Grande mitten im Buschland am Schlangenfluss nach über einem Jahrzehnt Bauarbeit die Stadt Irisópolis – Sitz eines Municipiums. Der Autor schreibt über sein Buch: „Meine Helden sind arme Bauern, Banditen, Arbeiter, Prostituierte, arabische Einwanderer und Neger,...“

## Figuren
- Fazendeiro Oberst Boaventura da Costa Andrade aus Estância, Kakao-Oberst, Millionär.
  - Ernestina, seine Ehefrau, Analphabetin,
  - Venturinha, einziger Sohn des Paares, Doktor der Rechte, Dandy,
  - Adriana, alternde Geliebte des Obersts,
  - Sacramento, junges Mädchen, Geliebte des Obersts.
- Hauptmann Natário da Fonseca, Offizier der Nationalgarde, Curiboca aus Propriá[4] am Rio São Francisco. Zunächst Jagunço[5], Leibwächter, Anführer einer Schar Capangas[A 4]  und später Verwalter der Landgüter des Obersts.
  - Zilda, seine Ehefrau,
  - Edu und Ernesto, Söhne des Ehepaares,
  - Bernarda, Natários Patenkind, Hure, zu Romanbeginn um die 14 Jahre alt.
- Fadul Abdala, arabischer Händler aus dem Libanon, Schankwirt, Herr Fadu genannt, Natários Freund, Maronit.
  - Dalila, Hure, Negerin aus dem tiefen Sertão.
- Hufschmied Castor Abdium da Assunção, genannt Feuerbrand, Sohn von Sklaven, freigelassener Neger, verehrt die Bantu-Götter, Sohn des Gottes Xangô, Bauherr des ersten Steinhauses (Hufschmiede) in Tocaia Grande.

  - Maria Jacinta, genannt Coroca[A 5], alternde Hure, des Lesens, Schreibens und Rechnens mächtig.
  - Epifânia, herrische, durchtriebene Hure aus São Cristóvão, Negerin, Macumba-Zauberin.
  - Zuleica, Hure.
- Bauernfamilie aus Maroim[6],
  - Ambrósio, Bauer,
  - Vanjé, Bäuerin, seine Frau,
  - Diva, deren Tochter.

## Inhalt
Insbesondere die erste Hälfte des Buches handelt von Heterosexualität in etlichen Ausprägungen. Hauptsächlich vergeht sich die am Handlungsort dominierende Männerwelt an fügsamen Huren. Was geschieht sonst noch? Als Oberst Boaventura Andrade seinen getreuesten Gefolgsmann und Verwalter Hauptmann Natário in Tocaia Grande aufsucht, möchte er am liebsten an die Herkunft des Ortsnamens und des damaligen „Politikwirrwarrs“ nicht erinnert werden. Tocaia Grande heißt der Große Hinterhalt. Letzteren hatte der Hauptmann sieben Jahre vor eben genannten Besuch den Capangas des Obersten Elias Daltro gelegt. Keiner der gegnerischen Bewaffneten war damals mit dem Leben davongekommen, und das Buschland hatte fortan dem Oberst Boaventura Andrade gehört. Als Dank hatte der Oberst seinem Hauptmann den Flecken Erde geschenkt.
Zwar kommt Natário zunächst nur sporadisch in Tocaia Grande vorbei, doch er erweist sich als der gute Geist des Dorfes. Als zum Beispiel die drei Räuber Manezinho, Bastião da Rosa und Chico Serra den Laden des Händlers Fadul Abdala in dessen Abwesenheit verwüsten und sich den Verbrechern aus Todesangst keiner in den Weg stellt, befördert der Hauptmann die drei Unholde bei nächster Gelegenheit ins Jenseits. Oder als das Wachstum des Fleckens Tocaia Grande jahrelang stagniert, weil er im Wesentlichen Huren und übernachtende Viehtreiber beherbergt, schenkt Natário dem aus Maroim durch Latifundienbesitzer vertriebenen Bauerpaar Vanjé und Ambrósio sowie deren Großfamilie Land. Andere Gemüsebauern und Kleintierzüchter folgen mit ihren Familien auf dem Fuße. Maniok, Bohnen, Mais und auch Federvieh sowie Ziegen sind in dem Kakao-Anbaugebiet eine begehrte Handelsware. Natários Ehefrau Zilda zieht mit der stattlichen Kinderschar nach Tocaia Grande um. Natário lässt ihr unterm Mulungubaum ein Landhaus auf dem Hauptmannshügel erbauen.
Der begüterte Oberst Boaventura Andrade hat Sorgen. Venturinha, der einzige Sohn, Doktor der Rechte, soll dem Vater nachfolgen und zunächst die Ländereien vor Ort juristisch verwalten. Stattdessen vergnügt sich Venturinha fünf Jahre schon im fernen Rio de Janeiro auf Kosten des geplagten Papas.
Hochwasser, verursacht durch langanhaltenden Regen im Quellgebiet des Schlangenflusses, lässt lediglich die neue erbaute Holzbrücke und stabilere Häuser stehen. Sämtliche geduckte Hütten werden weggespült. Oberst Boaventura Andrade meint nach Besichtigung des Schadens, das sei nun das Ende von Tocaia Grande. Für den Hauptmann hingegen steht unerschütterlich fest, das Dorf werde in doppelter Größe wiedererstehen. So kommt es. Doch zunächst folgt dem zurückgegangenen Hochwasser die gefürchtete Fieber-Epidemie – „eine uralte Geißel im Lande des Kakaos“. Der oben erwähnte Bauer Ambrósio und seine Tochter Diva gehören zu den Todesopfern.
Nach Ankunft der Bauernfamilie war die damals 14-jährige Diva nach Fadul Abdula ausgeschickt worden. Der Türke, wie die Tocaia-Grandenser den Libanesen nicht ganz korrekt nennen, sollte auf Geheiß des Hauptmanns den Ankömmlingen für den Anfang das Nötigste auf Kreditbasis verkaufen. Diva hatte den Schmied Feuerbrand nach dem Weg gefragt und war von dem Neger zum Laden geführt werden. Die Hütte der Bauern aus Maroim hatte noch nicht gestanden. Also hatte sich Diva in die Hängematte Feuerbrands schlafen gelegt und war des Nachts von ihm entjungfert worden. Diva hatte den „Bocksgeruch“, der von dem Schmied im Lendenschurz ausgegangen war, auf die Dauer nicht widerstehen können, hatte die gute Partie mit dem blonden, blauäugigen Gringo Bastião da Rosa ausgeschlagen, die elterliche Hütte verlassen und war zu Feuerbrand in die Schmiede gegangen. Der kleine Mulatte Cristóvão – Tovo genannt – war geboren worden. Nach Divas Tode hatte sich Epifânia, eine von Feuerbrands früheren Huren, um das Kind gekümmert.
Nachdem der Laden des „Türken“ durch die drei Räuber verwüstet worden war (siehe oben), hatten der Ladenbesitzer Fadul und der Schmied Feuerbrand die Bewachung Tocaia Grandes übernommen. Immer höchstens einer von beiden war auf Reisen gegangen.
Vor dem Showdown, der unten gleich skizziert wird, sind noch Nebengeschichten erwähnenswert: Der Schmied Feuerbrand hatte seinem Herrn, den Baron von Itauaçu, Hörner aufgesetzt, war in das Land des Kakaos geflohen und hatte endlich – in Tocaia Grande angekommen – als Schmied auf eigene Rechnung arbeiten können. Nebenbei hatte er auch Huftiere verarztet. Mehr noch – Feuerbrand hatte nicht nur Eseln die Zähne gezogen, sondern sogar Bewohnern aus dem Umland. In Tocaia Grande praktiziert kein Arzt. Die Hure Coroca übt mit 54 Jahren – halb wider Willen – doch noch einen geachteten Beruf aus; wird Hebamme, wird in Tocaia Grande „die Mutter des Lebens“. Zusammen mit Coroca arbeitet Natários Patenkind Bernarda in Tocaia Grande als Hure. Das Mädchen war vor den fortlaufenden Vergewaltigungen des eigenen Vaters ins Buschland geflüchtet. Natário lässt für die beiden Frauen ein kleines Haus bauen und schwängert Bernarda. Die werdende Mutter ist in den Hauptmann bis über beide Ohren verliebt und bringt seinen Sohn Bernardo – Nando genannt – zur Welt.
Venturinha kommt nicht zur Vernunft. Sein Anwaltsbüro daheim in der Nähe der Eltern sucht er nicht auf, sondern ergibt sich lieber in Rio de Janeiro dem Müßiggang auf Kosten des reichen Vaters. Oberst Boaventura erliegt einem Gehirnschlag, nachdem er ein Telegramm des missratenen Sohnes gelesen hat, in dem um finanzielle Mittel für eine längere Europa-Tour ersucht wird. Wohl oder übel muss Venturinha heimkehren und den Besitz des Vaters übernehmen. Hauptmann Natário soll weiterhin die Kakaoplantagen verwalten. Natário, der seit seinem siebzehnten Lebensjahr dem Oberst gedient hatte, lehnt ab und macht sich somit Venturinha zum Feinde, zumal da er auch noch Sacramento, der jungen Geliebten des verstorbenen Obersts, eine Bleibe in Tocaia Grande verschafft hat. Das sehr attraktive Mädchen hatte vor Venturinha die Flucht ergriffen, als er sie als seine Hure „schnappen“ wollte. Der heimtückische Venturinha schickt den Killer Espiridião nach dem Hauptmann aus. Bernarda hat Natário in ihrem neuen Häuschen zum Liebesspiel empfangen. Der Killer erschießt versehentlich die junge Mutter. Natário hatte Bernarda zuvor vergeblich gebeten, das von Venturinha bedrohte Tocaia Grande zu verlassen. Venturinha lässt nicht locker; bezichtigt Natário der Felonie und legt sich das Gesetz so zurecht, wie er es gerade braucht: Der Grund und Boden, auf dem in und um Tocaia Grande gebaut und angebaut wird, habe er ererbt. Die Einwohner von Tocaia Grande setzen sich mit Waffengewalt zur Wehr. Gegen die Übermacht Bewaffneter, die Venturinha ausschickt, müssen die Verteidiger schließlich unterliegen. Venturinha hat die Staatsmacht, in dem Falle die Justiz sowie das Militär, hinter sich. Nachdem Natário den ersten Angriff abwehren konnte, ergeht gegen ihn ein Haftbefehl wegen Mordes. Im zweiten Ansturm der Staatsmacht fallen alle Protagonisten im Verteidigungskampf. Der inzwischen 42-jährige Hauptmann Natário, der „Türke“ Fadul, der Hufschmied Feuerbrand, die Hebamme Coroca und auch die Bäuerin Vanjé sterben im Kugelhagel der Angreifer.
In der letzten Handlungssequenz des Romans legt Natário, ein sehr sicherer Schütze, auf den berittenen Feigling Venturinha an, als dieser nach Feldherrenart das selbst angerichtete blutige Spektakel genießen möchte. Der Leser atmet auf. Der hinterhältige Venturinha bekommt anscheinend doch noch seine verdiente Strafe.

## Form
Der  Romanschluss – Hauptmann Natário legt auf Venturinha an – wird rückblickend dargeboten. Kurz zuvor hatte der Erzähler vermeldet, der Schütze Natário sei im Verteidigungskampf gefallen.
Jorge Amado erweist sich als Gesellschaftskritiker, wenn er über die am Handlungsort etablierte Kakao-Monokultur schreibt: „Die Mehrzahl [der Indianer] hatte man getötet, da sie ja von keinerlei Nützlichkeit für die Kakaoproduktion waren. Die geflüchteten Überlebenden versuchten sich in wenigen Rückzugsgefilden zu halten,...“ In dem Zusammenhang wird mit der Pointe des umfänglichen Textes eine bittere Wahrheit suggeriert: Die sich für den Aufbau von Tocaia Grande engagierten, werden im Auftrage eines Mannes gemeuchelt, der im ganzen Leben zwar noch rein gar nicht geleistet hat, doch der sich auf Anhieb in der  Ausübung von Macht versteht.
Neben den Vollstreckern der Staatsmacht wird das Auftreten der Katholischen Kirche mit beißendem Spott bedacht. Schon die betreffende Kapitelüberschrift deutet mit ironisch rückgreifendem Anachronismus darauf hin: „Die Inquisition sucht Tocaia Grande heim, mit peinlicher Befragung,...“ Die Patres Siegmund von Gotteshammer und Theun von der Heiligen Eucharistie machen während ihrer Mission durch den brasilianischen Busch in Tocaia Grande Halt, befragen naive Einwohner und lassen ein hohes Kreuz aus Brasilholz errichten. Bevor beide weiterziehen, verfluchen sie den Ort und exkommunizieren seine Bewohner. Dazu passt der schlimme Schluss. Letztendlich ist es die herrschende Gesellschaftsform und ihre Gesetzgebung, die die Unglücklichen hinrichtet.
Der Erzähler trägt auf unterstem Niveau vor: „Fadul... ritt nach Tocaia Grande... an den Arsch der Welt!“ Oder: „Janjão, der statt Hirnmasse Scheiße im Kopf hatte,...“
Lange bevor die Liebesgeschichte zwischen Bernarda und dem Hauptmann Natário erzählt wird, erfährt der Leser ihr Ende. Bernarda lässt eine Zigeunerin die Zukunft dieser Liebe aus dem Lesen der Handlinien vorhersagen: „Du wirst in seinen Armen sterben...“
Politiker und vor allem Richter kommen schlecht weg. Oberst Boaventura hat den Sohn zum Rechtsanwalt ausbilden lassen, weil die Tücke und Falschheit der Politiker nur noch von der Justiz übertroffen werde.
Der Leser erfährt manches über die Lebensweise der Bauern im brasilianischen Buschland. Gegen die Giftschlangen errichten die Bauern ihre Hütten als Pfahlbauten. Unter der Wohnfläche im Koben beißen Schweine gelegentlich Schlangen tot. Eine Einwohnerin hält sich gegen die Giftschlangen eine Boa.

## TV-Serie
- 1995/1996 TV Brasília (Rede Manchete[15]), Rio de Janeiro: Tocaia Grande[16] – Serie von  Duca Rachid[17] und Walter Avancini mit  Roberto Bonfim als Natário,  Taís Araújo[18] als Bernarda, Marcelia Cartaxo als Bäuerin Vangé,  Alexandre Zacchia als Fadul,  Carla Regina als Diva und  Dalton Vigh als Venturinha.[19]

## Deutschsprachige Literatur

### Erstausgaben
DDR
- Jorge Amado: Tocaia Grande. Roman. Aus dem Portugiesischen von Andreas Klotsch. Volk und Welt, Berlin 1986. 576 Seiten (verwendete Ausgabe).

BRD
- Jorge Amado: Tocaia Grande. Der große Hinterhalt. Aus dem Brasilianischen von Karin von Schweder-Schreiner. C. Bertelsmann, München 1987, ISBN 3-570-03016-4, 575 Seiten.

### Sekundärliteratur
- Erhard Engler: Jorge Amado. Tocaia Grande. In Weimarer Beiträge 9/1988.
- Erhard Engler: Jorge Amado. Der Magier aus Bahia. edition text + kritik. S. 150–153 (Reihe Schreiben andernorts, Hrsg. Renate Oesterhelt) München 1992, 180 Seiten, ISBN 3-88377-410-3